# Suore dell'adorazione del Preziosissimo Sangue
Le Suore dell'Adorazione del Preziosissimo Sangue (in inglese Sisters of the Adoration of the Most Precious Blood of O'Fallon; sigla C.P.P.S.) sono un istituto religioso femminile di diritto pontificio.

## Storia
Nel 1870, a causa del Kulturkampf, le religiose adoratrici del Preziosissimo Sangue della congregazione svizzera di Steinerberg lasciarono la Germania ed emigrarono negli Stati Uniti d'America: la prima casa fu aperta a Belle Prairie, nell'Illinois, e nel 1873 ne fu aperta una a O'Fallon, in Missouri.
Nel 1878 le religiose americane, con l'aiuto di Henry Muehlsiepen, vicario generale di Saint Louis, si resero indipendenti dalla congregazione di Steinerberg (che si era unita alle suore adoratrici del Sangue di Cristo di Maria De Mattias) dando inizio a un istituto autonomo.
L'istituto ricevette il pontificio decreto di lode il 30 giugno 1918 e le sue costituzioni ottennero l'approvazione definitiva il 2 agosto 1938.

## Attività e diffusione
Dedite inizialmente all'adorazione del Preziosissimo Sangue, le suore estero presto il loro apostolato all'educazione delle fanciulle e, dopo il Concilio Vaticano II, alla cooperazione con le società missionarie e all'apostolato dell'arte religiosa.
Oltre che negli Stati Uniti d'America, sono presenti in Bolivia, Estonia, Finlandia e Perù; la sede generalizia è a O'Fallon, nel Missouri.
Alla fine del 2015 l'istituto contava 126 religiose in 15 case.